# Саффілд-Депот (Коннектикут)
Саффілд-Депот (англ. Suffield Depot) — переписна місцевість (CDP) в США, в окрузі Гартфорд штату Коннектикут. Населення — 1440 осіб (2020).

## Географія
Саффілд-Депот розташований за координатами 41°59′7″ пн. ш. 72°38′21″ зх. д. / 41.98528° пн. ш. 72.63917° зх. д. (41.985319, -72.639137).  За даними Бюро перепису населення США в 2010 році переписна місцевість мала площу 5,10 км², з яких 5,10 км² — суходіл та 0,00 км² — водойми.

## Демографія
Згідно з переписом 2010 року, у переписній місцевості мешкало 1325 осіб у 581 домогосподарстві у складі 327 родин. Густота населення становила 260 осіб/км².  Було 619 помешкань (121/км²).
Расовий склад населення:
| - 92,9 % — білих - 2,2 % — чорних або афроамериканців - 1,7 % — азіатів - 0,2 % — корінних американців |

До двох чи більше рас належало 2,6 %. Частка іспаномовних становила 2,3 % від усіх жителів.
За віковим діапазоном населення розподілялося таким чином: 23,3 % — особи молодші 18 років, 58,1 % — особи у віці 18—64 років, 18,6 % — особи у віці 65 років та старші. Медіана віку мешканця становила 44,4 року. На 100 осіб жіночої статі у переписній місцевості припадало 84,8 чоловіків;  на 100 жінок у віці від 18 років та старших — 77,3 чоловіків також старших 18 років.
Середній дохід на одне домашнє господарство  становив 125 144 долари США (медіана — 65 366), а середній дохід на одну сім'ю — 159 834 долари (медіана — 71 208). За межею бідності перебувало 9,1 % осіб, у тому числі 15,1 % дітей у віці до 18 років та 0,0 % осіб у віці 65 років та старших.
Цивільне працевлаштоване населення становило 756 осіб. Основні галузі зайнятості: освіта, охорона здоров'я та соціальна допомога — 22,2 %, роздрібна торгівля — 22,0 %, фінанси, страхування та нерухомість — 11,6 %, науковці, спеціалісти, менеджери — 9,7 %.